# Juraj Križanić
Juraj Križanić (1618 Obrh u Ribniku – 12. září 1683 Vídeň) byl chorvatský misionář, filolog, filozof, spisovatel a barokní panslavista.

## Život
Križanić studoval jezuitskou školu nejprve v Lublani a později Záhřebu. Poté studoval na boloňské univerzitě v dnešní Itálii.[zdroj?]
V dobách, kdy Chorvatsko těžce trpělo nájezdy Turků, přijal myšlenku Ruska jako ochránce všech Slovanů, avšak země, ve které se rozšířilo "špatné" křesťanství – tedy pravoslaví. Križanić však neviděl Rusy jako heretiky, ale jako věřící, kteří ztratili tu "pravou" víru, což lze velmi snadno napravit. Navíc se domníval, že jednota všech Slovanů pod nadvládou Ruska může být jediným klíčem k zastavení stále postupujících osmanských nájezdů, stejně jako šířícího se německého vlivu. Již tehdy v Boloni jako budoucí misionář projevil zájem odcestovat do Ruska, avšak nakonec se mohl vrátit pouze do Záhřebu.
Križanić se do Ruska vydal dvakrát. Nejprve na krátkou návštěvu v roce 1647, později na sklonku roku 1669. Pracoval tam na nové slovanské gramatice (byl autorem zvláštního "slovanského" jazyka, který přejímal prvky jak středověké chorvatštiny, tak ruštiny, tak i církevní slovanštiny) a na překladech z řečtiny a latiny. Domníval se, že jednotu Slovanů je možné zajistit jedině v případě, že si jednotlivé národy spolu porozumí a přijmou společný jednotný jazyk. Své názory se pokoušel tlumočit i tehdejšímu carovi Alexeji Michajlovičovi, nicméně ten pro jeho myšlenku slovanské jednoty příliš pochopení, jak se později ukázalo, neměl. Ruský jazyk považoval Križanić prajazyk všeho Slovanstva; domníval se, že rozdíly mezi jednotlivými jazyky slovanskými nejsou příliš veliké (jako příklad srovnával polštinu s ruštinou – mezi kterými byly v 17. století mnohem menší rozdíly, než dnes).
Jako katolický misionář, byť plně nakloněný myšlence sjednocení Slovanstva pod ruským praporem, však při svém plamenném hájení vlastních názorů v silně konzervativní ruské říši narazil. Obava, že by ruské prostředí muselo přijmout zcela nové prvky (společný slovanský jazyk by nebyl pouze čistě ruský, ale obsahoval by i řadu jiných elementů) a snad i sjednocení s katolickou církví, vedla nakonec carovy rádce k ráznému řešení. Križanić byl proto nakonec vyhnán na Sibiř, kde byl donucen strávit celkem 15 let. Tento čas však využil k dokončení svého filologického díla – gramatiky ideálního slovanského jazyka. Dále sepsal celou řadu i jiných spisů politické povahy, které měly být vodítkem k tomu, jak konkrétně zbudovat mocnou slovanskou říši. Križanić v nich žádal, aby se Rusko stalo jejím základem, aby jako první krok ruský car přijal polskou korunu a aby se Rusové drželi i nadále svého samoděržaví – které považoval za jedinou záruku toho, že se podaří skutečně sjednocení Slovanů dosáhnout.
Križanić byl v březnu 1676 omilostněn a mohl se tak nakonec vrátit zpět. V následující době žil nějakou dobu v Moskvě, pak v Polsku a nakonec se účastnil bitvy u Vídně, ve které zemřel.